# محمد کنوت برنستروم
محمد کنوت برنستروم (به سوئدی: Mohammed Knut Bernström) (زاده:۲۲ اکتبر ۱۹۱۹ - درگذشت:۲۱ اکتبر ۲۰۰۹) دیپلمات و اسلام‌شناس سوئدی بود. وی پس از گرایش به اسلام ترجمه‌ای از قرآن به سوئدی انجام داد.
وی بعنوان دیپلمات در کشورهای مختلفی از جمله اسپانیا، فرانسه، شوروی، آمریکا، برزیل، کلمبیا، ونزوئلا و مراکش فعالیت کرد. وی پس از بازنشستگی در سال ۱۹۸۳، به اسلام گروید و ترجمه‌ای از قرآن به سوئدی ارائه کرد.